# Хайруллин, Айрат Назипович
Айра́т Нази́пович Хайру́ллин (тат. Айрат Нәҗип улы Хәйруллин; 1 августа 1970, Казань — 7 февраля 2020, Лаишевский район, Татарстан, Россия) — российский экономист, мультимиллионер, предприниматель, государственный и политический деятель. Депутат Государственной Думы ФС РФ IV, V, VI и VII созывов. Член фракции «Единая Россия», член комитета Госдумы по аграрной политике.

## Биография
Отец работал заведующим кафедрой Казанского государственного аграрного университета, мать работала в республиканском Министерстве сельского хозяйства. В 1991 году получил высшее образование по специальности «экономист-организатор сельскохозяйственного производства», окончив Казанский сельскохозяйственный институт имени М. Горького. В 2006 году защитил кандидатскую диссертацию в Марийском государственном техническом университете, получив степень кандидата экономических наук, там же в 2009 году защитил учёную степень доктора экономических наук. В студенческие годы вместе со своим братом Илшатом Хайруллиным начал заниматься предпринимательством. С 1992 по 1994 год был директором частного предприятия «Эдельвейс». С 1994 по 1996 год работал генеральным директором в ТОО «Эдельвейс», преобразованном из ЧП «Эдельвейс». В 1994 году организовал работу завода, производящего газированные напитки и минеральную воду, в 1995 году основал кондитерскую фабрику «Регина», возглавил молочный завод «Эдельвейс-М», а также ряд других предприятий (всего 16).
В марте 1995 года, в возрасте 24 лет, был избран депутатом Казанского городского Совета народных депутатов Республики Татарстан, став самым молодым депутатом Совета. Работал депутатом на непостоянной основе в течение 4 лет. С 1999 по 2003 год — депутат Госсовета Республики Татарстан.
В 1996 по 2003 год являлся совладельцем и руководителем ОАО «Пивоваренная компания „Красный Восток“» (Казань): с апреля по октябрь 1996 г. возглавлял компанию в должности генерального директора, а после, вплоть до декабря 2003 г., возглавлял совет директоров.
В декабре 2003 года баллотировался в Госдуму по одномандатному избирательному округу № 27, по итогам выборов был избран депутатом Государственной Думы.
В декабре 2007 года выдвигался в Госдуму по спискам «Единой России», по итогам распределения мандатов вновь стал депутатом Госдумы V созыва.
С августа 2008 года являлся Президентом Национального союза производителей молока.
В декабре 2011 года баллотировался в госдуму от политической партии «Единая Россия», по результатам распределения мандатов стал депутатом Государственной Думы VI созыва.
В сентябре 2016 года выдвигался от партии «Единая Россия» по одномандатному избирательному округу № 28, по итогам подсчёта голосов был избран депутатом Государственной думы РФ VII созыва.
По версии журнала «Forbes», в 2017 году занял 43-е место в рейтинге «Власть и деньги. Рейтинг доходов госслужащих 2017» с доходом 280 миллионов рублей.
7 февраля 2020 Хайруллин совершал полёт на вертолёте Bell 407, бортовой номер RA-01893. В вертолёте находились три человека: сам Хайруллин, его помощник и пилот. В 6 км от Лаишева вертолёт упал. Хайруллин погиб сразу, пилот и помощник выжили и были доставлены в больницу. Следствием рассматривалось три основные версии причин катастрофы: ошибка пилотирования, техническая неисправность и погодные условия. В 2022 году командир вертолёта приговорён к лишению свободы в 2,5 года условно с испытательным сроком 2,5 года. По версии МАК и следователей при снижении в условиях, не отвечающих требованиям визуальных полетов, тот «потерял пространственную ориентировку, упустил контроль за высотой и допустил неконтролируемое снижение вертолёта, что привело к его столкновению с замерзшей поверхностью водохранилища».
Похоронен 8 февраля 2020 года на мусульманском кладбище в посёлке Мирный в Казани.

## Личная жизнь
Был женат, воспитывал двух сыновей и дочь.

## Законотворческая деятельность
С 2003 по 2019 год, будучи депутатом Государственной Думы IV, V, VI и VII созывов, выступил соавтором 288 законодательных инициатив и поправок к проектам федеральных законов.

## Награды
- Орден Почёта (8 ноября 2007 года) — за заслуги в законотворческой деятельности, укреплении и развитии российской государственности[16].
- Медаль «В память 1000-летия Казани» (2005 год)[17].
- Орден «За заслуги перед Республикой Татарстан» (2020 год, посмертно) — за значительный вклад в развитие агропромышленного комплекса республики и активную общественную деятельность[18]. Вручён президентом Республики Татарстан Р. Н. Миннихановым на коллегии министерства сельского хозяйства и продовольствия РТ Назипу Хайруллину, отцу Айрата Хайруллина[19].
- Почётное звание «Заслуженный работник сельского хозяйства Республики Татарстан», почётная грамота и благодарность Президента Республики Татарстан[20].
- Благодарность Правительства Российской Федерации (16 декабря 2019 года) — за большой вклад в развитие российского парламентаризма и активную законотворческую деятельность[21].

## Память
- Улица в Казани[22].

## Обвинения в незаконной предпринимательской деятельности
10 сентября 2012 года депутаты Дмитрий Гудков и Илья Пономарёв опубликовали в Живом Журнале пост под названием «Золотые крендели „Единой России“-4. Кубанский бекон», в котором, в частности, упоминается Айрат Хайруллин как участник «нелёгких долей» в 99 аграрных предприятиях (при том, что в декларации указано 43), из которых 24 учреждены в период исполнения депутатских полномочий, а ООО «Солнцево Нива» создано 13 августа 2012 года — во время работы Госдумы 6 Созыва. Также Айрат Хайруллин указан в списке лидера партии «Яблоко» Сергея Митрохина как депутат, получивший бизнес во время своих полномочий.

## Известные адреса
- Казань, Ипподромная улица, дом 13/99.[26]